# Julia Wardová Howeová
Julia Wardová Howeová (nepřechýleně Julia Ward Howe; 17. května 1819 New York – 17. října 1910 Portsmouth) byla americká básnířka, spisovatelka, abolicionistka a obhájkyně práv žen.

## Životopis
Julia Wardová byla dcerou bohatého bankéře v New Yorku. V roce 1843 se provdala za lékaře a aktivistu za občanská práva Samuela Gridleye Howea. Celkem pak měli šest dětí. Její první básnické sbírky se jmenovaly Passion flowers (Mučenky, 1854) a Words for the hour (Slova pro tuto hodinu, 1856). Následovaly dvě dramata: The world's own (Patřící světu; 1857) a Hippolytos (1858) a próza A trip to Cuba (Cesta na Kubu, 1860).
Během občanské války Howeová napsala text vlastenecké písně The Battle Hymn of the Republic (Bitevní hymna republiky) na nápěv John Brown's Body, která se dodnes v USA často hraje při oficiálních příležitostech. Poté se věnovala hlavně filozofii, napsala různé metafyzické a teologické eseje. V roce 1866 byly její nejlepší básně publikovány pod názvem Later lyrics (Pozdější básně). Inspirována cestou na Krétu roku 1867 napsala knihu From the oak to the olive (Od dubu k olivě).
Howeová byl jednou z nejuznávanějších vůdkyň hnutí za práva žen ve Spojených státech. V roce 1870 vyvolala rozruch textem Mothers' Day Proclamation, Proklamace Dne matek, navrhujícím zavést Den matek jako den protestů proti válce.
Její pozdější spisy jsou: Emergencies and how to treat them (Mimořádné situace a jak se v nich chovat, 1871, 2. vyd. 1874); Modern society (Moderní společnost, 1880); Margaret Fuller, marchesa Ossoli (Margaret Fullerová, markýza Ossoliová, 1883). V roce 1907 byla zvolena do Americké akademie umění a literatury (American Academy of Arts and Letters).
Dům Samuela Gridleyho a Julie Wardové Howeové v Bostonu, kde žila se svým manželem v letech 1863–1866, je od roku 1974 zapsán v národním registru historických míst jako národní kulturní památka USA.

## Vybraná bibliografie

### Poezie
- Passion-Flowers (1854)
- Words for the Hour (1857)
- From Sunset Ridge: Poems Old and New (1898)[1]
- Later Lyrics (1866)
- At Sunset (publikováno posmrtně roku 1910)[1]

### Ostatní
- The Hermaphrodite (University of Nebraska Press, 2004)
- From the Oak to the Olive (1868)[2]
- Modern Society (1881)[1]
- Margaret Fuller (Marchesa Ossoli) (1883)[1]
- Woman's work in America (1891)
- Is Polite Society Polite? (1895)[1]
- Reminiscences: 1819–1899[3] (1899)[1]